# (969) Leocadia
(969) Leocadia ist ein Asteroid des Hauptgürtels, der am 5. November 1921 vom russischen Astronomen Sergei Iwanowitsch Beljawski am Krim-Observatorium in Simejis entdeckt wurde.
Der Asteroid wurde mit einem russischen weiblichen Vornamen benannt, der jedoch von keiner speziellen Person abgeleitet ist.